# Feldhäcksler

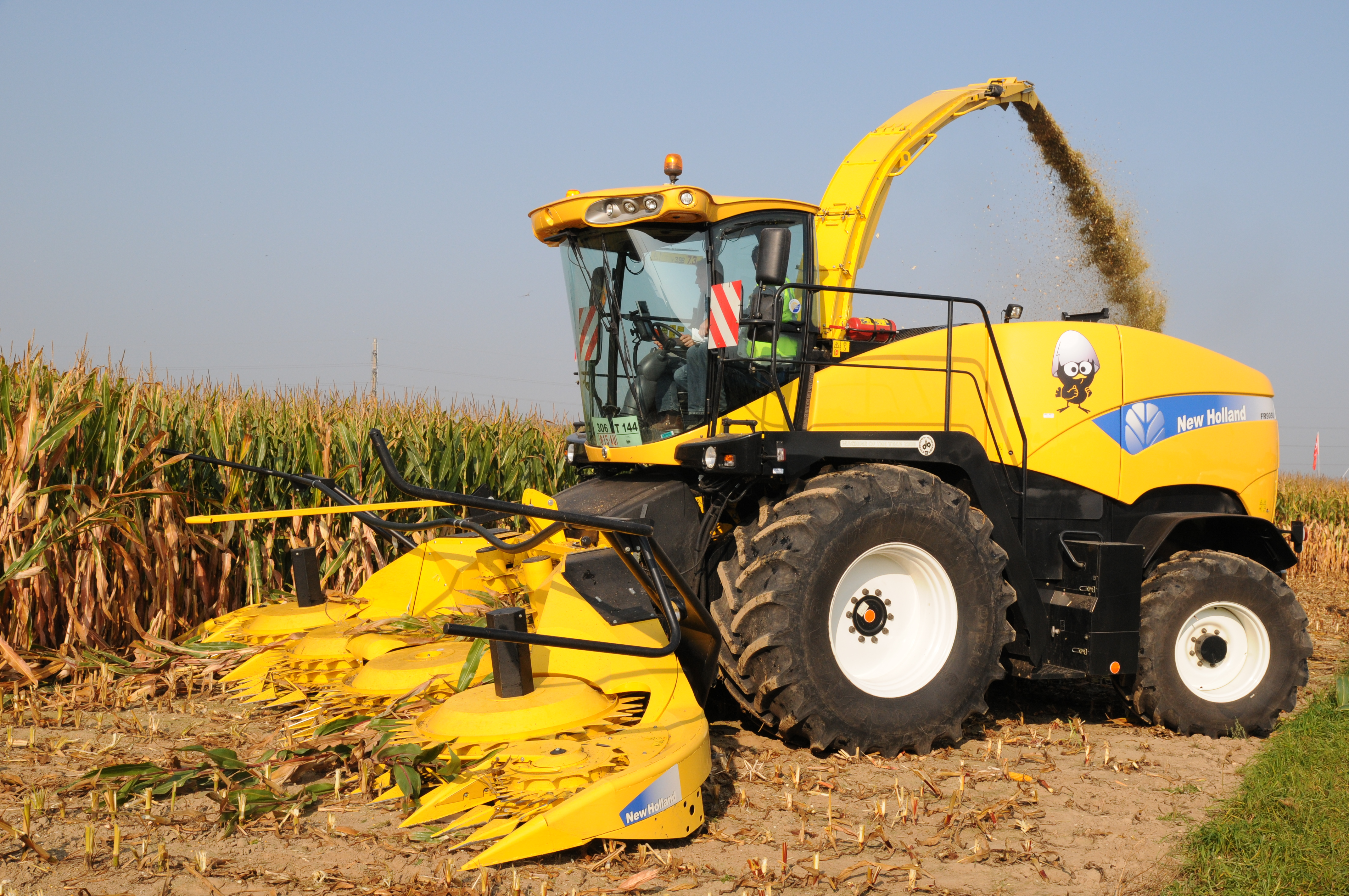
Feldhäcksler bei der Ernte von Mais zwecks Silage

Der Feldhäcksler ist ein landwirtschaftliches Gerät zur Aufnahme, Zerkleinerung und Verladung von Erntegut wie Gras, Luzerne oder Mais, insbesondere bei der Bereitung von Silage bzw. Ganzpflanzensilage, daneben erlangt das Gerät in letzter Zeit wachsende Bedeutung bei der Ernte nachwachsender Rohstoffe. Ein weiteres Einsatzgebiet ist das Häckseln von Stroh. Hierdurch sollen bessere Eigenschaften bei Verwendung als Einstreu erzielt werden.

## Bauarten von Feldhäckslern

### Unterscheidung anhand der Bauart der Schneidorgane
Die Feldhäcksler lassen sich hinsichtlich der Bauart der Schneidorgane (also des Häckselaggregats) in folgende drei Hauptformen unterscheiden:
- Beim Schlegelfeldhäcksler wird das bereits abgemähte oder auch noch nicht abgemähte Erntegut durch Schlegel, die auf einer horizontalen, rechtwinklig zur Fahrtrichtung angeordneten rotierenden Welle angebracht sind, aufgenommen, im Zusammenwirken der Schlegelwelle mit einer feststehenden Gegenschneide zerrissen und durch den Auswurfturm(-kamin) auf ein nebenherfahrendes Transportfahrzeug geschleudert. Vorteilhaft am Schlegelfeldhäcksler ist der einfache und robuste Aufbau, nachteilig ist, dass Bodenunebenheiten leicht zur Verschmutzung des Erntegutes durch mit aufgenommene Erde führen können. Diese Bauart ist historisch und hat in der modernen Landwirtschaft keine Bedeutung mehr.

- Bei Scheibenradhäckslern wird das Erntegut entweder über einen Erntevorsatz aufgenommen und dem eigentlichen Häckslerwerk zugeführt. Das Schneiden und Befördern auf das Transportfahrzeug erfolgt durch eine mit Messern und Wurfschaufeln besetzte Scheibe, welche um eine in Fahrtrichtung liegende Welle rotiert. Die Schnittlänge (angestrebt werden vier bis zwanzig mm) lässt sich durch Änderung der Messerzahl, der Geschwindigkeit der Erntegutzuführung und der Scheibendrehzahl regulieren.

- Bei den Trommelfeldhäckslern wird das Erntegut ebenso über einen Erntevorsatz aufgenommen und zur, als Schneid- und Wurforgan dienenden, schnell rotierenden Häckslertrommel zugeführt. Die Trommel ist im rechten Winkel zum Gutstrom angeordnet und mit etwa 20 bis 50 Messern, welche zugleich als Schneid- und Wurforgan ausgebildet sind, bestückt. Die Schnittlänge des Häckselgutes (ebenfalls vier bis zwanzig mm) kann wie beim Scheibenhäcksler durch Verändern der Messerzahl auf der Trommel, der Geschwindigkeit der Zuführung des Erntegutes oder der Drehzahl der Häckseltrommel bestimmt werden. Moderne Selbstfahrhäcksler haben eine Schnittleistung von bis zu 25.000 Schnitten pro Minute. Bei der Ernte von Futtermais ist hinter der Häckseltrommel noch ein Aufbereiter (sogenannter Korn-Cracker[1]) erforderlich, der die Maiskörner aufquetscht und damit verdaubar macht. Aufgrund der begrenzten Wurfweite der Häckseltrommel wird das zerkleinerte Erntegut mittels Nachbeschleuniger durch den Turm auf das Transportfahrzeug geworfen.

### Unterscheidung anhand des Trägerfahrzeugs
Weiterhin ist zwischen selbstfahrenden Feldhäckslern und Anbauhäckslern zu unterscheiden.
Anbauhäcksler werden an Traktoren im Front- oder Heckanbau angebaut oder von diesen gezogenen.
Anbauhäcksler für den Heckanbau werden beziehungsweise wurden in zwei Varianten gebaut: Zur Vorwärtsfahrt mit Erntevorsatz seitlich vom Traktor (Nur Ein- und Zweireiher) oder zur Rückwärtsfahrt mit mittigem Erntevorsatz (auch als Dreireiher und größer). Manche Anbauhäcksler lassen sich auch umbauen, um beide Varianten abzudecken.

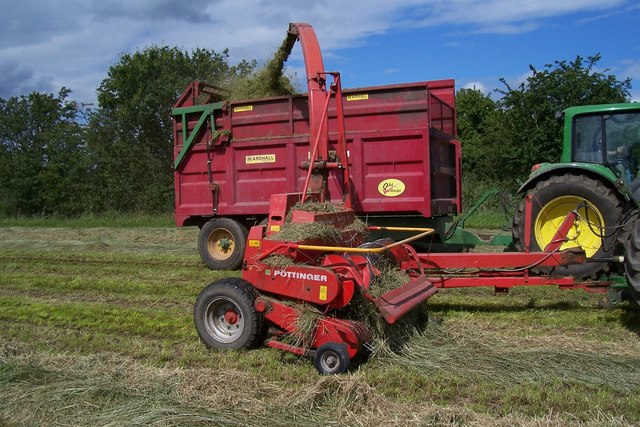
Gezogener Feldhäcksler an einem Traktor
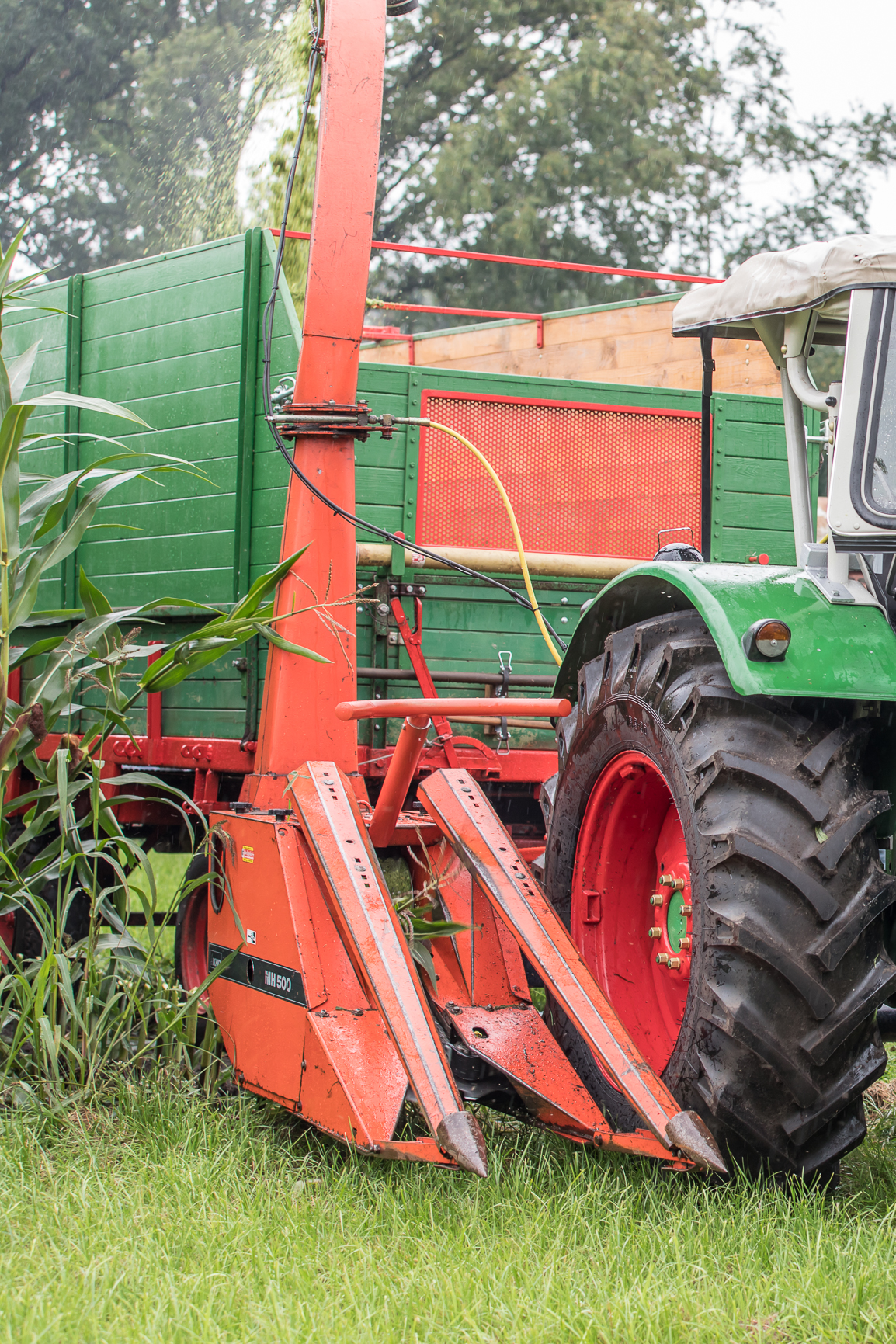
Im Heckkraftheber eines Traktors angebauter Feldhäcksler

## Erntevorsätze

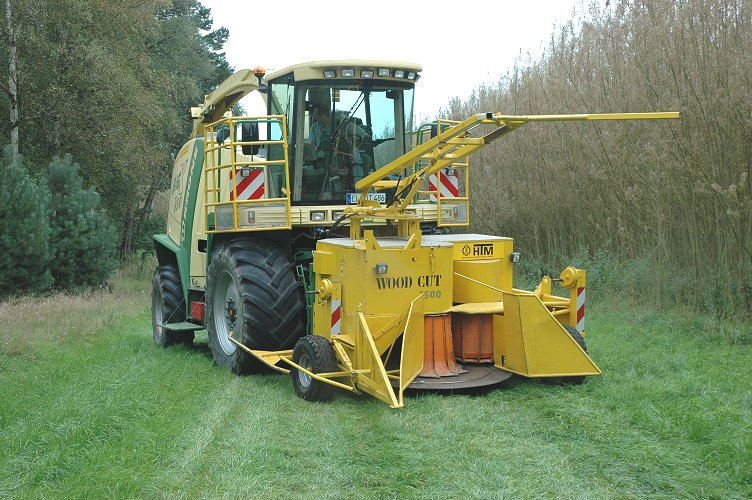
Häcksler mit speziellem Erntevorsatz für Energieholz. Die zu erntenden Jungbäume werden durch das große Kreissägeblatt im unteren Bereich gefällt und sogleich in den Häcksler eingezogen.

Erntevorsätze dienen der Aufnahme des zu häckselnden Ernteguts und der Zuführung dessen zum Einzug des Häckselaggregats.
Einzig die historische Bauform Schlegelfeldhäcksler kommt ohne Erntevorsatz aus. Hier nimmt das Häckselaggregat selbst das Erntegut auf.
Ja nach vorgesehenem Erntegut sind Erntevorsätze in völlig unterschiedlichen Bauarten am Markt.
Früher waren Feldhäcksler noch oft fest mit einem Erntevorsatz ausgestattet, somit war der Feldhäcksler nur für bestimmte Erntegüter geeignet. Heutzutage ist fast bei jedem Feldhäcksler der Erntevorsatz austauschbar. Die im folgenden beschriebenen Erntevorsätze sind die gängigsten in der Landwirtschaft. Für spezielle Zwecke existieren jedoch eine Vielzahl weiterer Vorsätze.

### Maisgebiss
Maisgebisse mähen stehende Pflanzenbestände und nehmen sie dabei auf.
Sie werden unterschieden in reihenabhängig und reihenunabhängig. Reihenabhängige Maisgebisse waren früher Stand der Technik. Sie sind nur für Mais in definierten Reihenabständen (in der Regel 75 cm) geeignet. Beim Fahren quer oder schräg zu den Reihen werden die Maispflanzen teilweise umgedrückt und es entsteht ein entsprechend schlechtes Arbeitsergebnis. Sie wurden mittlerweile fast vollständig von reihenunabhängigen Maisgebissen vom Markt verdrängt.
Diese können,  je nach Bauart, neben Mais auch für die Ernte von verschieden weiteren Pflanzensorten eingesetzt werden, wie Sorghum, Sonnenblumen, Raps, Hanf und Elefantengras sowie zur Ganzpflanzensilage von Getreide und Leguminosen.

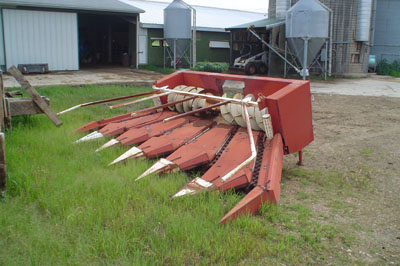
Reihenabhängiges Maisgebiss
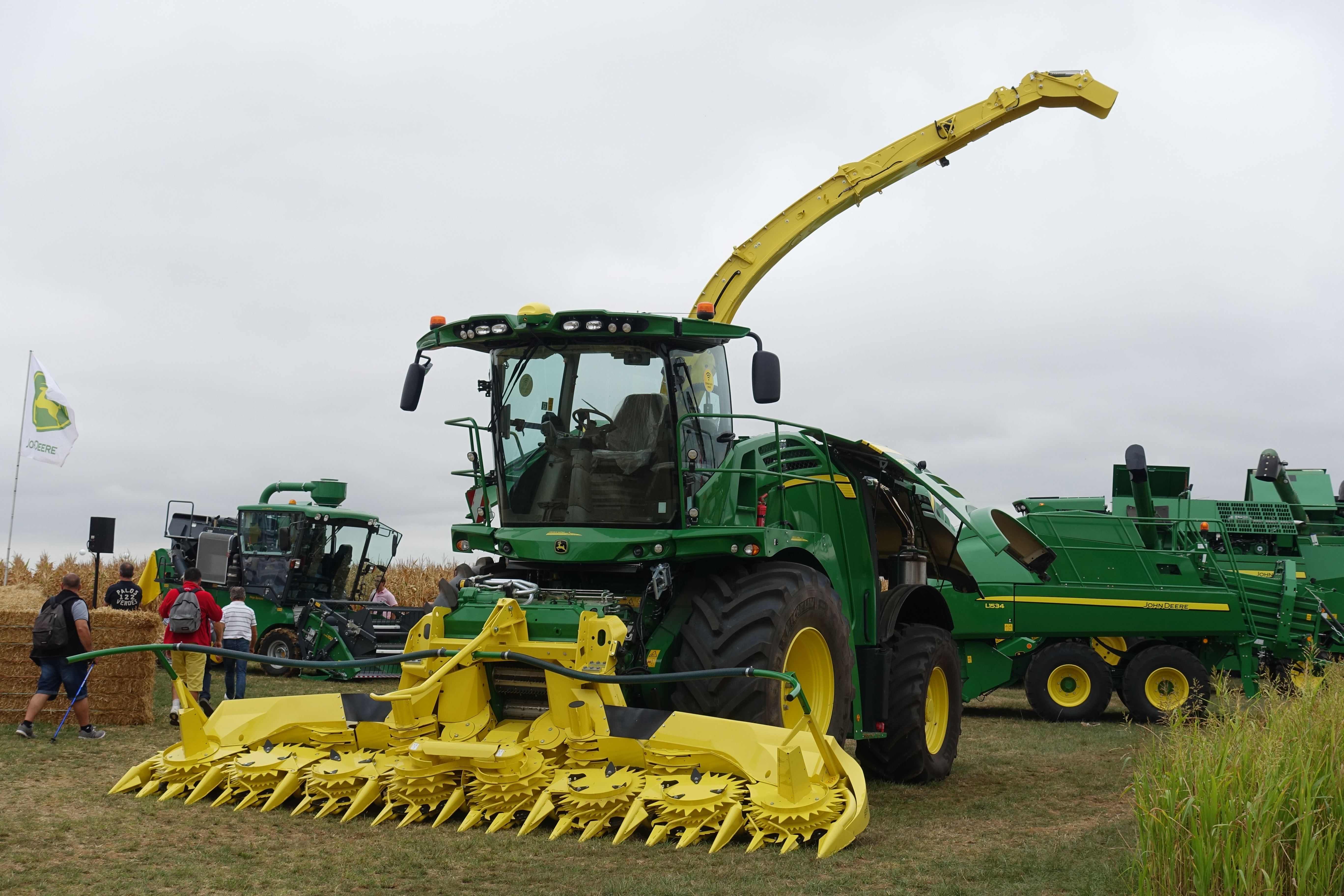
Reihenunabhängiges Maisgebiss
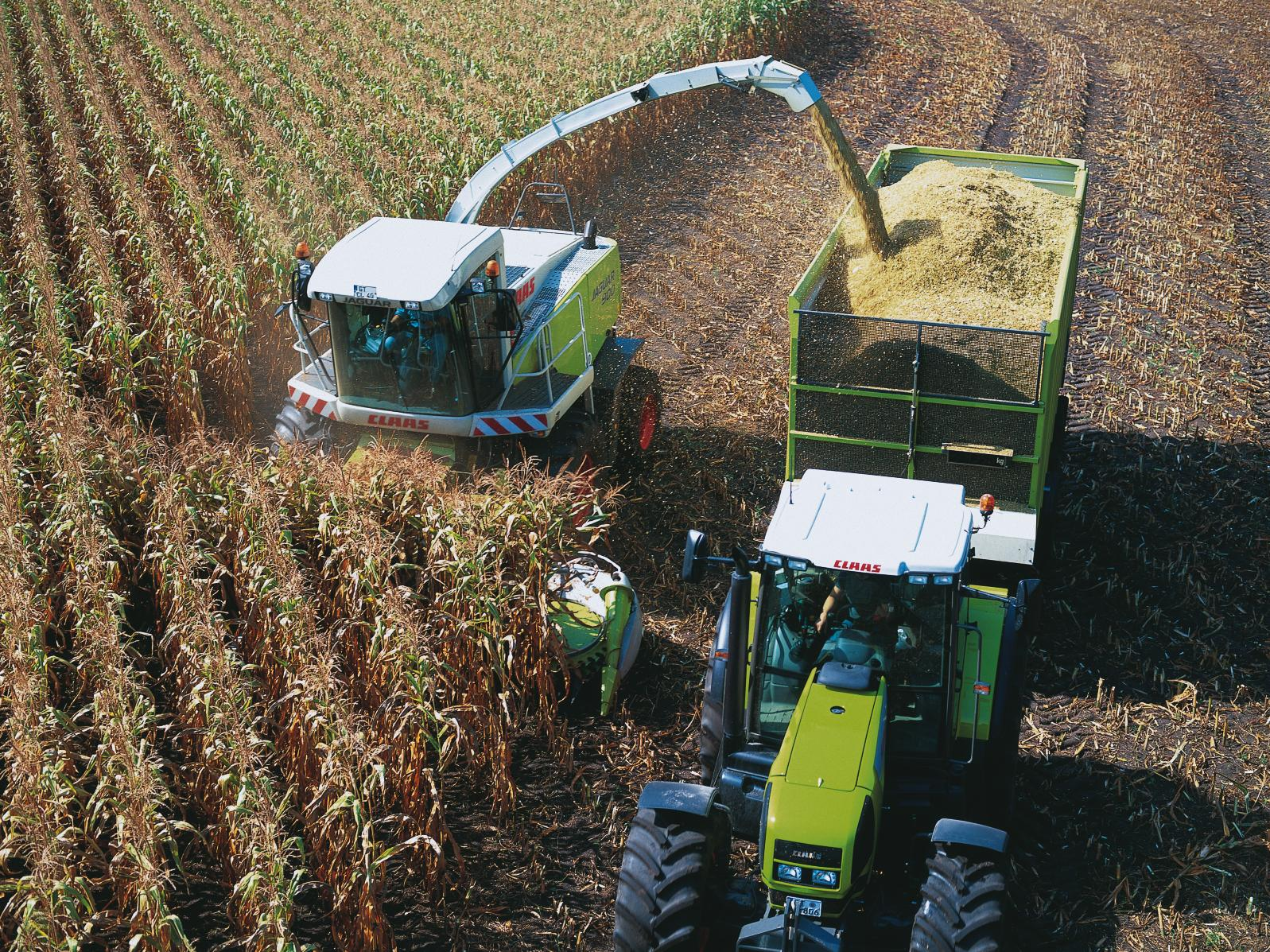
Reihenunabhängiges Maisgebiss im Einsatz – Diese Fahrtrichtung schräg zum Bestand wäre mit einem Reihenabhängigen nicht möglich.

### Pickup
Pickup nehmen Erntegut auf, das zuvor gemäht und geschwadet wurde. Sie werden vor allem zur Ernte von Gras zur Silage eingesetzt.

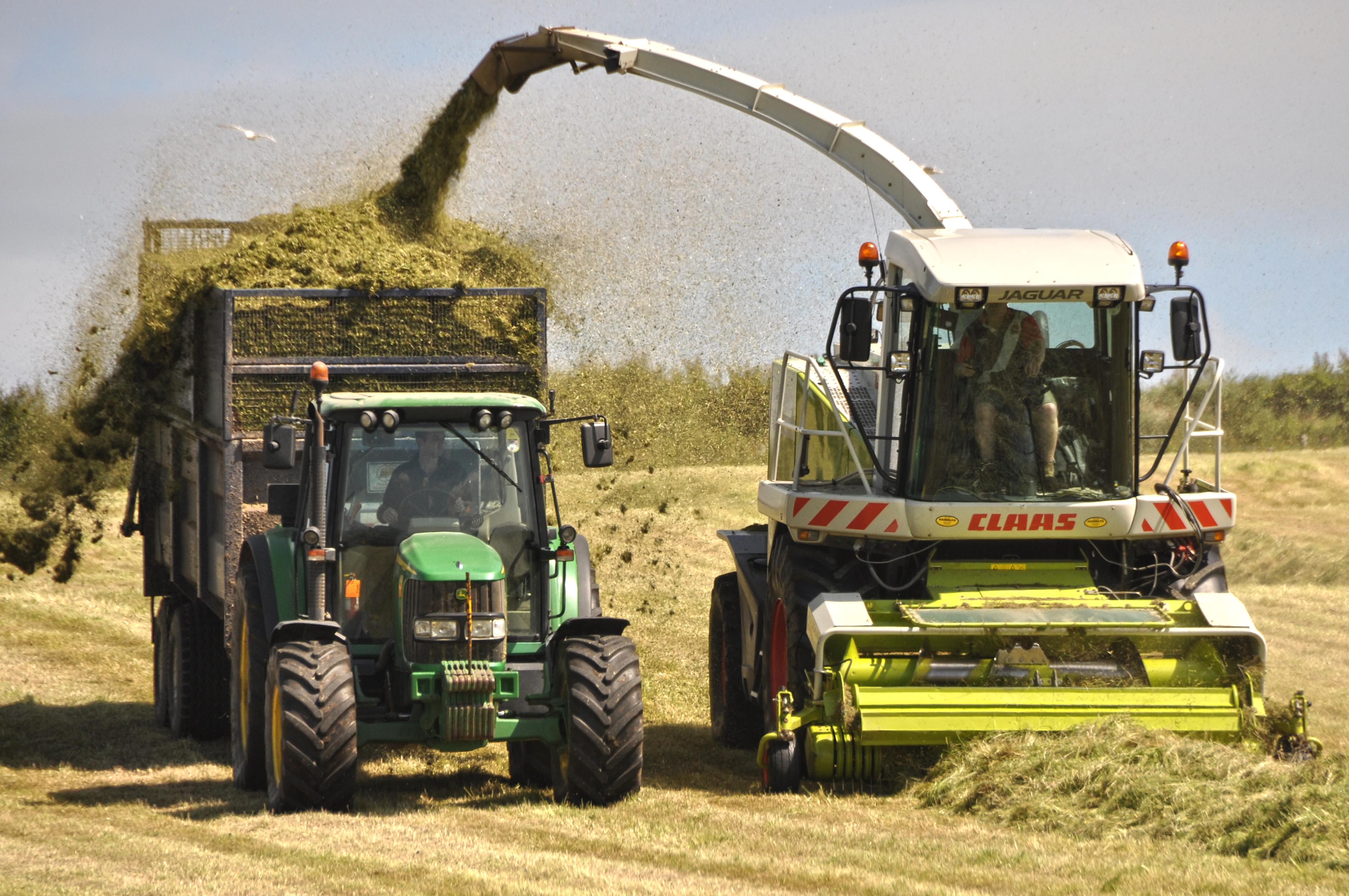
Pickup im Einsatz
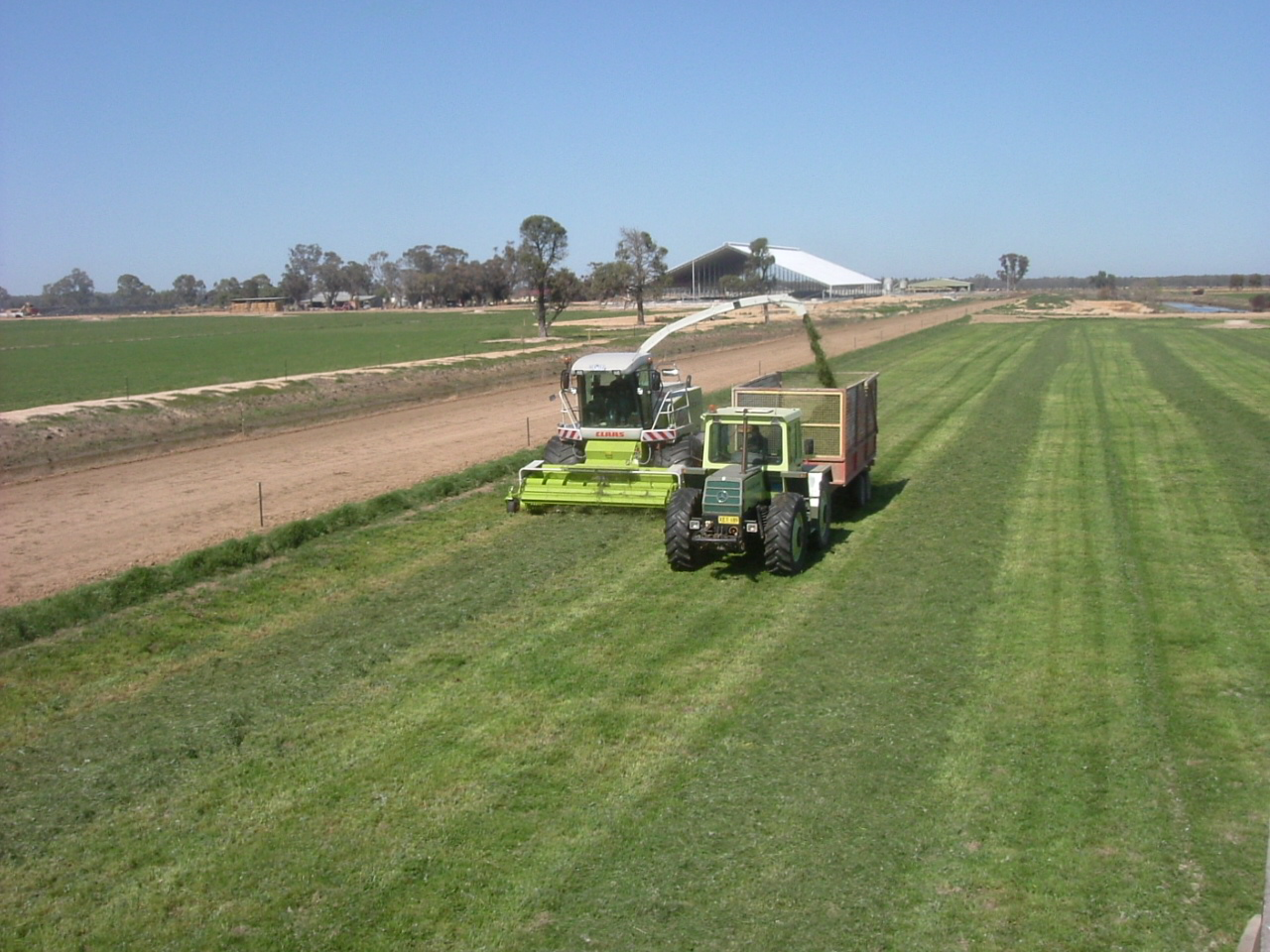
Pickup im Einsatz

### Direktschneidwerk
Direktschneidwerke sind wie ein Scheibenmähwerk mit Mähscheiben ausgestattet. Dahinter führen sie das Erntegut mit einer Förderschnecke zusammen und förden es zum Einzug des Häckselaggregats.
Sie konkurrieren in der Ernte von Pflanzen zur Ganzpflanzensilage (GPS) mit dem reihenunabhängigen Maisgebiss und bieten für diesen Einsatz Vorteile. Sie können tiefer schneiden und tolerieren mehr Verunkrautung sowie Untersaaten und kommen besser mit einem feuchten Bestand klar.
Nachteilig ist die oft geringere Arbeitsbreite, das geringe Einsatzspektrum (nur GPS)
und dass in der Regel ein Schneiwerkswagen notwendig ist, da dieser Vorsatz in der Regel nicht klappbar ist. Einzelne klappbare Vorsätze sind jedoch bereits am Markt erhältlich.
Technisch sind Direktschneidwerke auch zur Grasernte zur Silage geeignet. Mit dem Pickup können jedoch deutlich größere Mengen Erntegut aufgenommen werden. Mit der Arbeitsbreite eines Direktschneidwerks von bis zu 7,1 m kann ein moderner Feldhäcksler nicht ausgelastet werden. Daher hat das Direktschneidwerk zu diesem Zweck kaum eine Bedeutung.

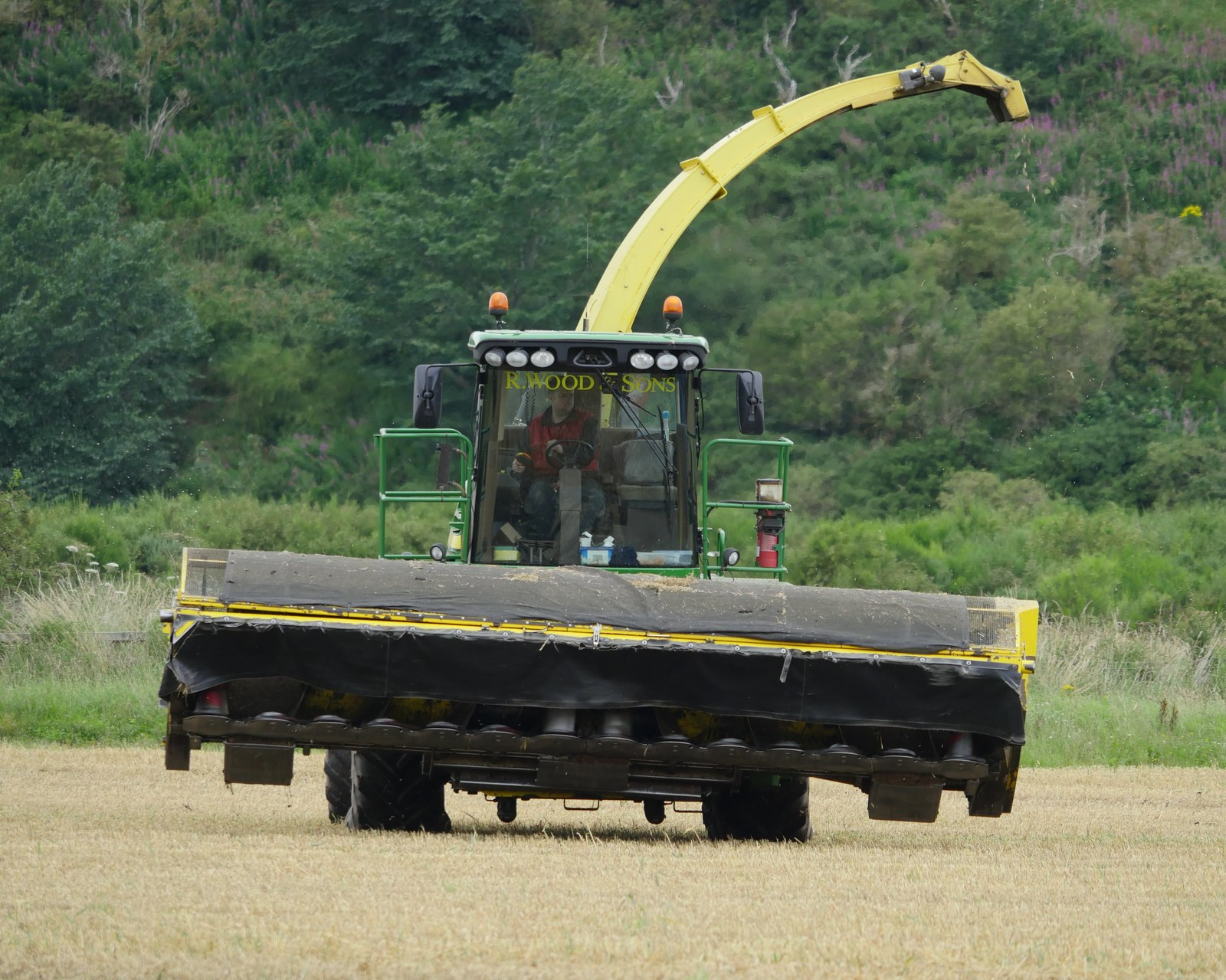
Feldhäcksler mit Direktschneidwerk – Deutlich sichtbar: Die Mähscheiben
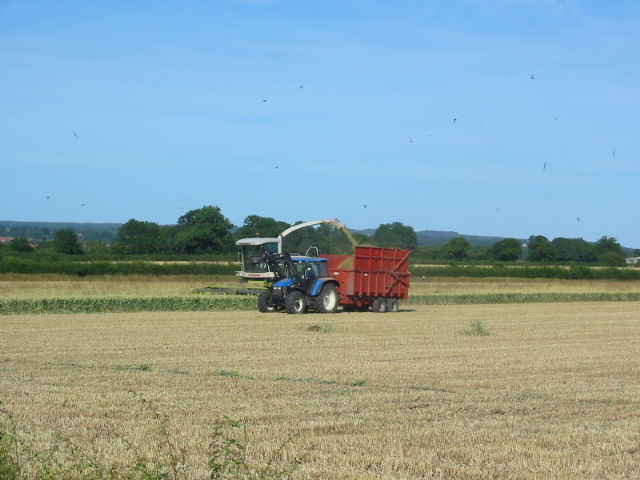
Direktschneidwerk im Einsatz

## Aufladen des Erntegutes

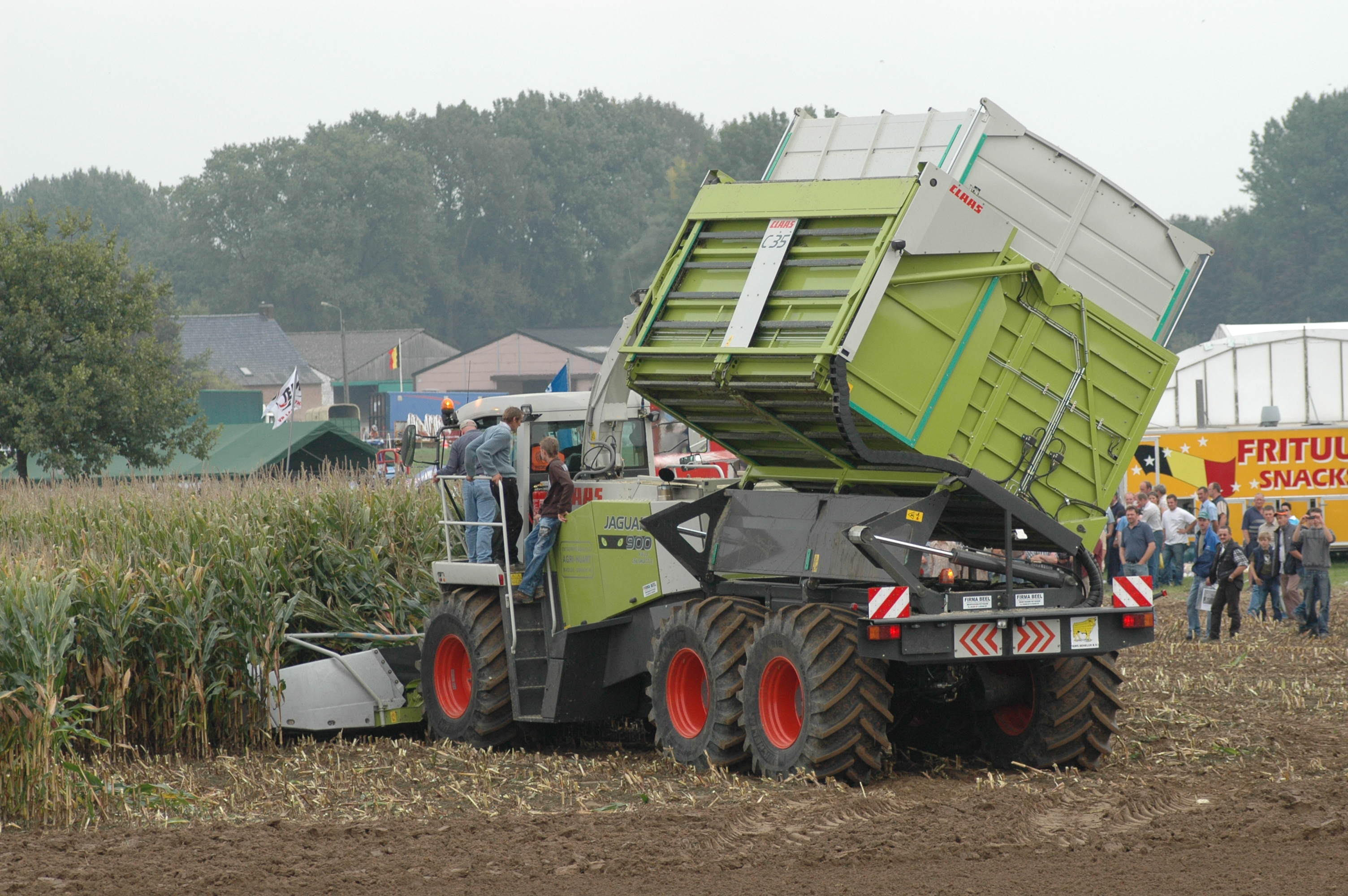
Selbsfahrender Feldhäcksler mit aufgebautem Bunker

Üblicherweise wird das gehäckselte Erntegut auf ein nebenher fahrendes Transportfahrzeug geworfen. Hierzu kommen in der Regel Traktoren mit Anhängern zum Einsatz. In einigen Fällen (insbesondere oft außerhalb Deutschlands zu sehen) kommen auch Lastkraftwagen als Transportfahrzeuge zum Einsatz. Ebenso kann der Häcksler auch einen von ihm selbst gezogenen Anhänger beladen (dies bietet sich vor allem beim Anhäckseln an).
Sonderversionen von Maishäckslern sind mit einem Dolly zum Ziehen eines Sattelaufliegers oder einem fest angebauten Bunker (unter anderem für schwierige Bodenverhältnisse vorteilhaft – das Erntegut wird am Feldrand übergeben) ausgerüstet.
Um einen ununterbrochenen Betrieb des Feldhäckslers zu ermöglichen, kommen meist mehrere Fahrzeuge zum Abtransport des Ernteguts zum Einsatz. Die Einheit aus Feldhäcksler und zugehörigen Fahrzeugen zum Abfahren wird unter Landwirten als Häckselkette bezeichnet.

### Anhäckseln

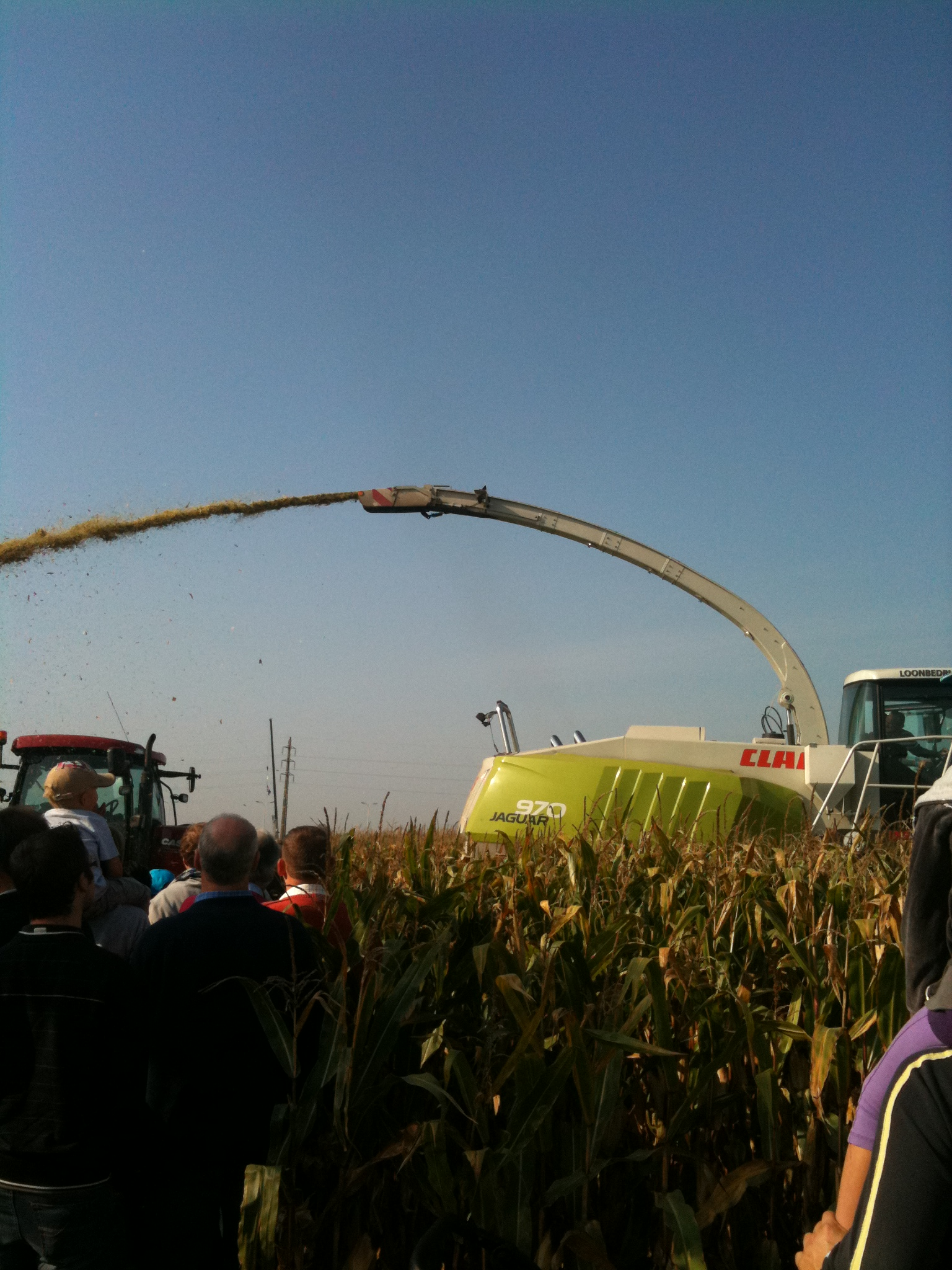
Feldhäcksler beim Anhäckseln – Deutlich sichtbar: Die Erntegutverluste durch den weiten Wurf und die damit einhergehende Verschmutzung des Traktors.

Wenn das Nachbarfeld nicht befahren werden kann oder darf, kann das Transportfahrzeug nicht neben dem Häcksler her fahren. Einzige Möglichkeit ist in diesem Fall, dass der Häcksler das Erntegut nach hinten auswirft und ein Transportfahrzeug hinter dem Häcksler fährt oder ein Anhänger an den Feldhäcksler anhängt wird. Diese Situation bezeichnet man als Anhäckseln (regional auch Anstich).
Folgt ein Traktor-Anhänger-Gespann dem Feldhäcksler muss die Wurfweite ausreichen, um das Erntegut über die Länge des Traktors in den Anhänger zu werfen. Die hohen Wurfweiten führen zu Erntegutverlusten und einer damit einhergehenden Verschmutzung des Traktors. Um dies zu verhindern oder wenn die Wurfweite des Feldhäckslers zu gering ist, ist eine alternative Vorgehensweise, dass das Schlepper-Anhänger-Gespann in Rückwärtsfahrt dem Häcksler nachfolgt. So ist der Anhänger direkt hinter dem Häcksler. Kippanhänger können bei diesem Vorgehen sogar etwas nach hinten angekippt werden, um das Erntegut besser aufzufangen. Plötzliche Stopps des Häckslers durch Hindernisse oder Verstopfungen führen in beiden Fällen häufig zu Auffahrunfällen. Es ist höchste Konzentration der beteiligten Fahrer erforderlich.

## Geschichte

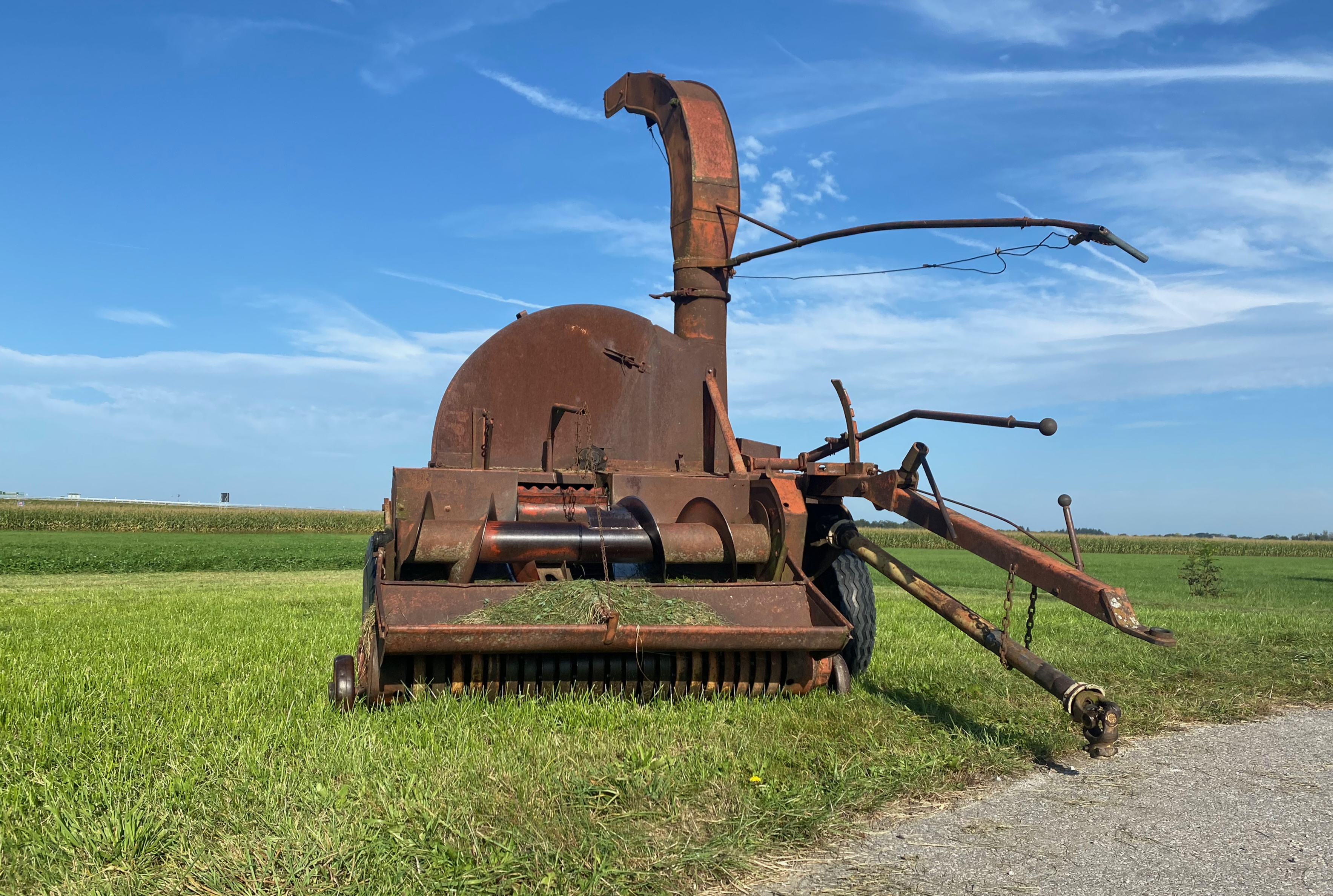
Ein historischer Feldhäcksler

Seit ihrer Erfindung durch Friedrich Segler (damals Schlawe, später Quakenbrück) in den 1940er-Jahren haben sich Feldhäcksler zu Höchstleistungsmaschinen entwickelt und gelten bezüglich der Motorleistung momentan als stärkste in der Landwirtschaft eingesetzte Fahrzeugkategorie. In früheren Jahren waren Feldhäcksler hauptsächlich als zapfwellenbetriebene Anbaugeräte (meist an der Dreipunkthydraulik, manchmal gezogen) für Traktoren konzipiert.
Mit der zunehmenden Verbreitung des Maisanbaus auch in nördlichen Gebieten und der Rationalisierung der Landwirtschaft sind in den 1970er-Jahren die ersten Selbstfahrer auf den Markt gekommen. Anfänglich betrug die Arbeitsbreite etwa zwei Meter bei einer Motorleistung von unter 75 kW. Den zunehmenden Betriebsgrößen in der Landwirtschaft entsprechend boten die Hersteller immer größere Maschinen an; mittlerweile sind Mais-Schneidwerke mit zehn Metern Arbeitsbreite und Motorleistungen bis rund 850 kW verfügbar. Mit spezieller Ausrüstung werden Feldhäcksler nun auch zur Ernte von Energiepflanzen (z. B. in Kurzumtriebsplantagen) eingesetzt. Durch das damit gegebene breitere Einsatzspektrum und die hohen Anforderungen dürfte auch in Zukunft noch mit noch leistungsfähigeren Maschinen zu rechnen sein.
Heute werden weltweit jährlich etwa 2000 selbstfahrende Feldhäcksler verkauft. Weltmarktführer bei der Herstellung und Verkauf von selbstfahrenden Feldhäckslern ist die Firma Claas in Harsewinkel mit dem Claas Jaguar. Der stärkste momentan auf dem Markt befindliche Häcksler ist der Krone BiG X 1180 mit 1156 PS Motorleistung.